# 宮崎縣立美術館

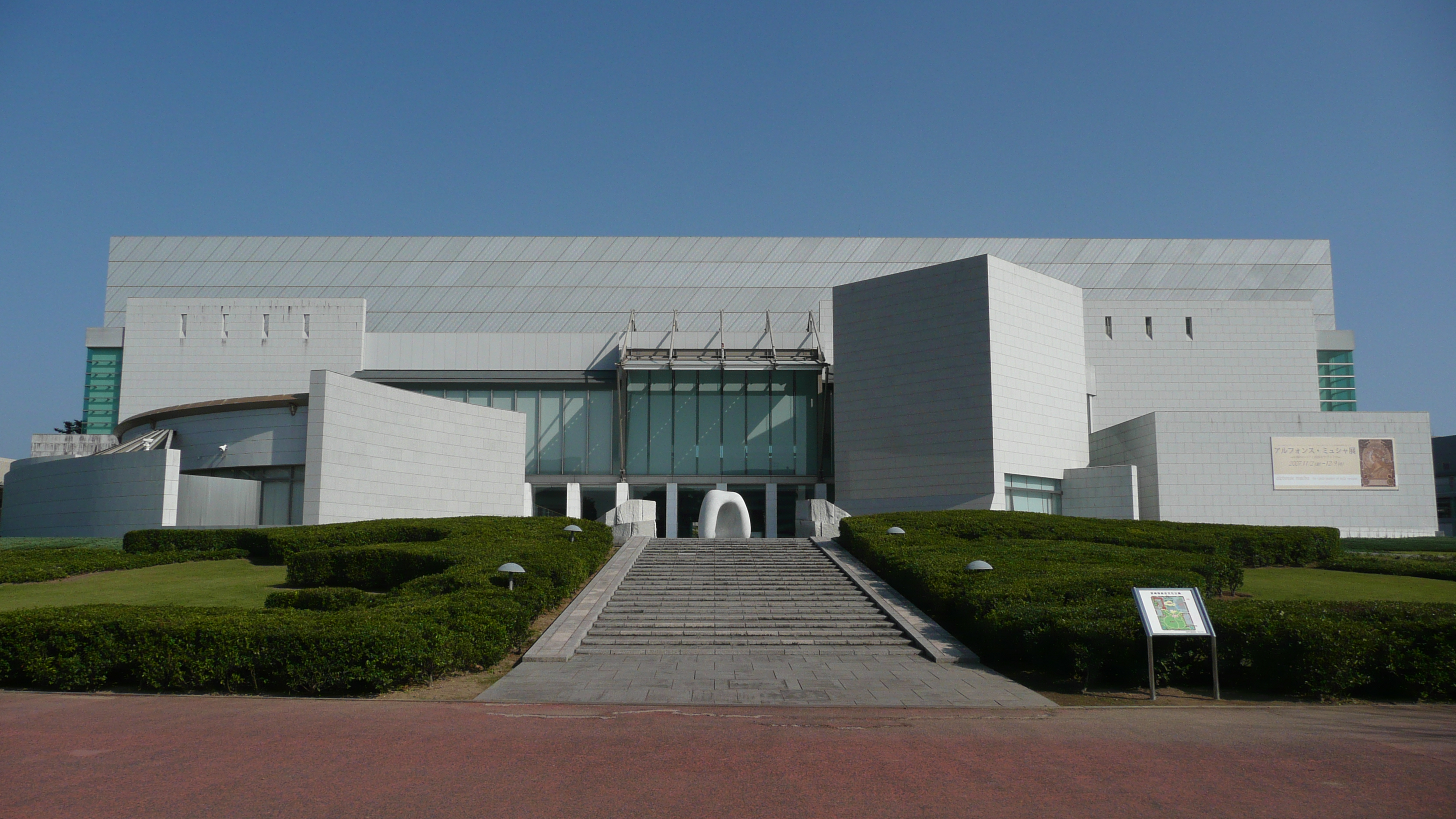
宮崎縣立美術館

宮崎縣立美術館（日语：みやざきけんりつびじゅつかん）是位於日本宮崎縣宮崎市的一座縣立美術館，設計者是岡田新一。

## 历史
1994年建成开馆，該建築獲得了日本藝術院獎。宮崎縣立美術館位於宮崎縣立圖書館和宮崎縣立藝術劇場等文化設施聚集的宮崎縣綜合文化公園內，以宮崎縣出身的画家瑛九的作品而著稱。

## 外部連結
- 宮崎県立美術館（页面存档备份，存于）